# Sant Sebastià de Santa Coloma de Farners
Sant Sebastià de Santa Coloma de Farners és un monument del municipi de Santa Coloma de Farners (Selva) inclòs en l'Inventari del Patrimoni Arquitectònic de Catalunya.

## Descripció
Es tracta d'un edifici d'una sola nau de 25 metres de llargada per 10 d'amplada. El presbiteri té forma trapezoïdal obert a la nau i més tancat on hi ha la imatge del sant. Sobre l'altar hi ha un baldaquí de fusta amb vitrall circular. Als peus de la nau hi ha el cor i al costat dret es veuen dues finestres amb vitralls on hi ha representats els dos sants locals, sant Salvador d'Horta i sant Dalmau Moner.
L'exterior, molt auster, només té com a motiu decoratiu a la façana el frontís semicircular de rajola vidrada on es representa el sant, un òcul amb revestiment vermell i una rosassa amb un vitrall de motius florals. El paviment és arrebossat i pintat de color blancs, amb un sòcol força alt en color gris. La porta d'entrada és rectangular i coronada per un arc de mig punt, dins el qual hi ha el frontís decorat. L'edifici fa cantonada i el mur lateral presenta tres obertures, totes elles senzilles i rectangulars.

## Història
En el lloc de l'actual església ja hi havia una petita ermita dedicada a sant Sebastià amb un habitacle al costat per l'ermità. L'any 1876 s'utilitzava per a dir-hi la missa diària pels pares jesuïtes.
La construcció de l'edifici actual es va iniciar el 16 d'agost de 1881 i es va acabar el 5 de gener de 1886. El 1888 es van fer les pintures del costat de l'altar major que mostren la vida del sant. L'any 1897 es va tancar per manca de sacerdot i el 1900 el rector de Santa Coloma va confiar l'església a l'ermità Jaume Cañellas. El 1936 es restaura tot l'exterior però poc després, amb la guerra Civil, totes les imatges van ser destruïdes i es va convertir en forn de pa i magatzem. L'ermità, per mitjà de les almoines, la va restaurar i el 1963 es va inaugurar el presbiteri i el nou altar. El 1979 tornà a dependre de la parròquia de Santa Coloma.
La imatge actual del sant (1970 aprox.) és obra de l'escultor local Josep Martí Sabé i els vitralls (1988) de Ferran Ribot. Destaca per ser el punt d'arribada del pelegrí de Tossa, el 20 de gener, tradició que compta amb molts seguidors en l'actualitat.